# 赤人義一
赤人義一，日本漫畫家。男性。出身於靜岡縣沼津市。代表作是《屍姬》。

## 人物
據讀者表示他是一位無論怎麼走動都從不表現走光的作家。因此，根據描繪場合的不同，也有可能看起來沒有穿內褲。

## 來歷
- 2003年6月，獲得第2屆史克威爾艾尼克斯漫畫大獎準大獎。作品名《MYSTIC CONNECTION》。
- 2003年12月，以《MYSTIC CONNECTION》於《增刊GANGAN POWERED（日语：ガンガンパワード）》首次亮相。
- 2005年4月開始在《月刊少年GANGAN》5月號連載《屍姬》。

## 作品列表
全由史克威爾艾尼克斯發行。

### 連載
- 屍姬[1][2]（《月刊少年GANGAN》2005年5月號－2014年9月號，全23冊）青文出版社
- （《月刊少年GANGAN》2015年8月號－2017年7月號，全4冊）
- （《STORIA DASH （页面存档备份，存于）》2021年8月27日－，已出版3冊）
- （《BUSHIROAD WEB （页面存档备份，存于）》2022年2月11日[3]－，已出版2冊／截至2022年7月）

### 短篇
- MYSTIC CONNECTION（《GANGAN POWERED（日语：ガンガンパワード）》2003年冬季號）
- 屍姬（《月刊少年GANGAN》2004年9月號、《GANGAN POWERED》2004年春季號）
- 勇者鬥惡龍X 客串漫畫（《GANGAN ONLINE》2014年2月6日）

## 外部連結
- http://akahito13.blog99.fc2.com/  （日語）－赤人義一的官方個人部落格。
- 赤人義一的X（前Twitter） （日語）